# Hirvisaari (ö i Norra Savolax, Nordöstra Savolax, lat 63,13, long 28,39)
Hirvisaari är en ö i Finland. Den ligger i sjön Vuotjärvi och i kommunen Kuopio (tidigare Juankoski) i den ekonomiska regionen  Nordöstra Savolax ekonomiska region  och landskapet Norra Savolax, i den centrala delen av landet, 400 km nordost om huvudstaden Helsingfors. Öns area är 0,98 kvadratkilometer och dess största längd är 1,9 kilometer i nord-sydlig riktning.